# Луншэнский многонациональный автономный уезд
Луншэнский многонациональный автономный уезд (кит. упр. 龙胜各族自治县, пиньинь Lóngshèng gèzú zìzhìxiàn) — автономный уезд городского округа Гуйлинь Гуанси-Чжуанского автономного района (КНР).

## История
Во времена империи Цин в 1741 году был создан Луншэнский комиссариат (龙胜厅). После Синьхайской революции в Китае была проведена реформа структуры административного деления, в ходе которой комиссариаты были упразднены, и поэтому в 1913 году Луншэнский комиссариат был преобразован в уезд Луншэн (龙胜县).
В составе КНР в 1949 году был образован Специальный район Гуйлинь (桂林专区) провинции Гуанси, и уезд вошёл в его состав. В 1951 году уезд Луншэн (龙胜县) был преобразован в Луншэнский многонациональный автономный район (龙胜各族自治区) уездного уровня. В 1952 году был расформирован уезд Инин (义宁县); его земли были разделены между уездом Линчуань и Луншэнским многонациональным автономным районом. В 1955 году Луншэнский многонациональный автономный район был преобразован в Луншэнский многонациональный автономный уезд.
В 1958 году провинция Гуанси была преобразована в Гуанси-Чжуанский автономный район.  В 1971 году Специальный район Гуйлинь был переименован в Округ Гуйлинь (桂林地区).
Постановлением Госсовета КНР от 27 августа 1998 года город Гуйлинь и Округ Гуйлинь были объединены в Городской округ Гуйлинь.

## Административное деление
Автономный уезд делится на 3 посёлка и 7 волостей.

## Культура
Жители уезда славятся приготовлением цзунцзы — традиционного китайского лакомства из клейкого риса с разными начинками, которое заворачивают в листья бамбука или тростника и готовят на пару.